# سلاتینکی
سلاتینکی (به چکی: Slatinky) یک منطقهٔ مسکونی در جمهوری چک است که در ناحیه پروستییوو واقع شده‌است. سلاتینکی ۸٫۰۲ کیلومتر مربع مساحت و ۴۹۲ نفر جمعیت دارد و ۲۷۲ متر بالاتر از سطح دریا واقع شده‌است.